# Chris Ramos
Christopher Ramos de la Flor (Cádiz, 16 de enero de 1997), más conocido como Chris Ramos, es un futbolista español que juega como delantero en el Botafogo F. R. del Campeonato Brasileño de Serie A, cedido por el Cádiz C. F.

## Biografía
Nacido el 16 de enero de 1997 en Cádiz, es hijo de madre española (de quien hereda sus apellidos, Ramos de la Flor) y padre estadounidense, que jugaba baloncesto en España. Se crio con su madre y sus abuelos maternos. Su abuelo materno, a quien le tenía un gran afecto, falleció en octubre de 2023.

## Carrera
En 2017, mientras competía en la Segunda División B con el San Fernando C. D., llamó la atención de varios equipos del fútbol español. Finalmente fue el Real Valladolid C. F. quien lo fichó el 3 de enero de 2018 con un contrato hasta 2021.
Con el conjunto vallisoletano llegó a debutar en la Primera División, y el 2 de octubre de 2020 se confirmó que la temporada 2020-21 la disputaría de cedido en el C. D. Lugo, algo que ya había hecho con anterioridad en el Sevilla Atlético y el C. D. Badajoz. Tras finalizar la cesión y contrato con el Real Valladolid C. F., volvió a firmar por tres temporadas con el C. D. Lugo.
El 31 de enero de 2023 fue traspasado al Cádiz C. F. y firmó un contrato de cinco temporadas y media. En las primeras dos y media disputó 92 encuentros en los que marcó dieciséis goles.
El 13 de agosto de 2025 aterrizó en Río para fichar por el Botafogo. Al aterrizar, habló con la prensa.
"Estoy muy feliz por esta oportunidad. Para mí, el fútbol brasileño es vivirlo intensamente. Tengo muchos amigos y compañeros de Brasil y Sudamérica. Desde mi club, en España, cuando era pequeño, y mis padres también, el Botafogo siempre fue un club que llegaba al Trofeo y siempre fue conocido en Cádiz. El año pasado ganaron la Libertadores y la Liga. Hoy llego a un gran club y lo daré todo por estos colores y esta camiseta. Estoy muy feliz".
El acuerdo entre ambos clubes fue oficializado dos días después y llegó a Brasil como cedido con una opción de compra.

## Clubes
| Club                      | País   | Año       |
| ------------------------- | ------ | --------- |
| Club Esportiu Mercadal    | España | 2016-2017 |
| San Fernando C. D.        | España | 2017-2018 |
| Real Valladolid C. F.     | España | 2018-2021 |
| Sevilla Atlético (cedido) | España | 2018-2019 |
| C. D. Badajoz (cedido)    | España | 2019-2020 |
| C. D. Lugo (cedido)       | España | 2020-2021 |
| C. D. Lugo                | España | 2021-2023 |
| Cádiz C. F.               | España | 2023-act. |
| Botafogo (cedido)         | Brasil | 2025-act. |